# 王雯 (歌手)
王雯（英語：Wang Wen，1987年3月22日—），中國江西人，毕业于星海音乐学院，大学本科学位。在2010年2月7日曾获得香港無綫電視第一届《超級巨聲》總冠軍，同年到臺灣中國電視公司參加第七屆《超級星光大道》獲得第10名成績。

## 職業經歷
2000年~2003年 就讀於北京市音樂舞蹈學校 - 音樂系
 
2003年~2007年 就讀於廣州星海音樂學院 - 流行音樂系

2007年~2008年 在香港華娛衛視專案策劃部任職-音樂音響導演及策劃

## 音樂作品
2004年 為廣東威揚唱片合作錄製個人發燒碟《情感線》

2006年 主演青春音樂偶像劇《新聲學院》，並創作演唱該劇主題曲。

2007年 為廣東妙音唱片合作，錄製發行個人發燒碟《寂寞季節》。

2008年 拍攝首支個人MV《我的觀眾我的夢》，並為此曲作曲。
其他原創作品：《希望》《我再也不要對你那麼好》《特殊關係》《色變》等一百餘首單曲。

## 綜藝節目與晚會
2008年 深圳衛視《我們都是好孩子》抗震救災大型晚會

2008年 湖南衛視大型賑災晚會《愛心唱響》

2008年 華娛衛視歷屆大型晚會

2009年 深圳衛視《聲震世界跨年演唱會》以及深圳衛視各大型晚會

2010年 深圳衛視 大運之星選拔 《追風中國行 金鐘撞大運》嘉賓主持及表演嘉賓

2010年 深圳娛樂頻道 大型綜藝娛樂節目《八九不離十》Bling團嘉賓

2012年 參加湖南衛視《天聲一對》節目

2013年 接受中國藝術網專訪

## 「超級星光大道」比賽成績
| 集数 | 首播日期   | 比赛主题                   | 演唱歌曲   | 原唱者 | 分数 | 备注                   |
| ---- | ---------- | -------------------------- | ---------- | ------ | ---- | ---------------------- |
| 1    | 2010/08/27 | 44强资格决定赛             | 离人       | 張學友 | 5票  | 平 李佳薇              |
| 3    | 2010/09/10 | 师徒制分组对抗赛（炜vs宁） | 世界       | 陈奕迅 | 25   | 胜 陈廷婷（23）        |
| 5    | 2010/10/01 | 师徒制分组对抗赛（炜vs胖） | 眼泪       | 范晓萱 | 27   | 胜 赵治德（24）        |
| 6    | 2010/10/08 | 终极分组对抗赛             | 再见萤火虫 | 王菲   | 25   | 胜 彭楚茵（24）        |
| 8    | 2010/10/22 | 默契考验 组曲合作赛        | 失踪       | 林忆莲 | 20   | 過關                   |
| 9    | 2010/10/29 | 残酷对决 三汰一抗压赛      | 愚人码头   | 熊天平 | 23   | 敗 陳美嬌（24）        |
| 11   | 2010/11/07 | 华语乐坛经典歌手大对决     | 大雨的夜里 | 张清芳 | 21   | 胜 童话（19）          |
| 12   | 2010/11/14 | 鬥智‧鬥志 指名PK賽         | 左邊       | 蘇打綠 | 21   | 敗 孫曉亮（22）        |
| 13   | 2010/11/21 | 星光未曾挑戰 初登場好歌    | 極限       | 徐佳瑩 | 21   | 過關                   |
| 14   | 2010/11/28 | 我的童話我的歌             | 哭了       | 范曉萱 | 20   | 過關                   |
| 15   | 2010/12/05 | 經典電影主題曲指定賽       | 閃亮的日子 | 劉文正 | 23   | 過關                   |
| 16   | 2010/12/19 | 14強全新樣貌大改造         | 港都夜雨   | 齊秦   | 24   | 過關                   |
| 17   | 2010/12/26 | 歷練‧用歌聲說故事          | 彩虹       | 紀曉君 | 19   | 失敗                   |
| 18   | 2011/01/02 | 強敵踢館積分賽Ⅰ            | 海闊天空   | 信樂團 | 19   | 敗 王詩安（26） 第十名 |

## 所獲獎項
2006年度 香港華娛衛視《新聲大賽》獲評委著名詞人林夕肯定 - 最佳創作獎

2007年度 個人原創作品《色變》參加上海國際音樂節 校園先鋒原創歌曲大賽廣東區季軍

2009年度 第七屆《中國音樂金鐘獎》流行音樂大賽 - 女子組銅獎

2010年度 香港TVB第一届《超級巨聲》 - 年度總冠軍

2011年度 臺灣中視第七屆《超級星光大道》 - 第10名

## 外部連結
- 王雯的Facebook專頁
- 王雯的新浪微博